# Telmatoscopus dactyliatus
Telmatoscopus dactyliatus är en tvåvingeart som först beskrevs av Satchell 1955.  Telmatoscopus dactyliatus ingår i släktet Telmatoscopus och familjen fjärilsmyggor.
Artens utbredningsområde är Tanzania. Inga underarter finns listade i Catalogue of Life.